# 波利奇納河
波利奇納河（烏克蘭語：Полична），是烏克蘭的河流，位於該國西南部文尼察州，屬於斯盧奇河的右支流，發源自卡爾皮利夫卡以西，河口處在京涅北面，河道全長34公里，流域面積120平方公里。